# Сидорівська сільська рада (Білоцерківський район)
| Сидорівська сільська рада — орган місцевого самоврядування у Білоцерківському районі Київської області з адміністративним центром у с. Сидори. Історична дата утворення: в 1993 році. Сільській раді підпорядковані населені пункти: - с. Сидори |

## Склад ради
Рада складається з 12 депутатів та голови.

### Керівний склад ради
| ПІБ                                  | Основні відомості                                            | Дата обрання | Дата звільнення |
| ------------------------------------ | ------------------------------------------------------------ | ------------ | --------------- |
| Балановський Олександр Володимирович | Сільський голова, 1971 року народження, освіта, безпартійний | 26.03.2006   | 31.10.2010      |

Примітка: таблиця складена за даними джерела